# Конка і паровик Лоунатйокі

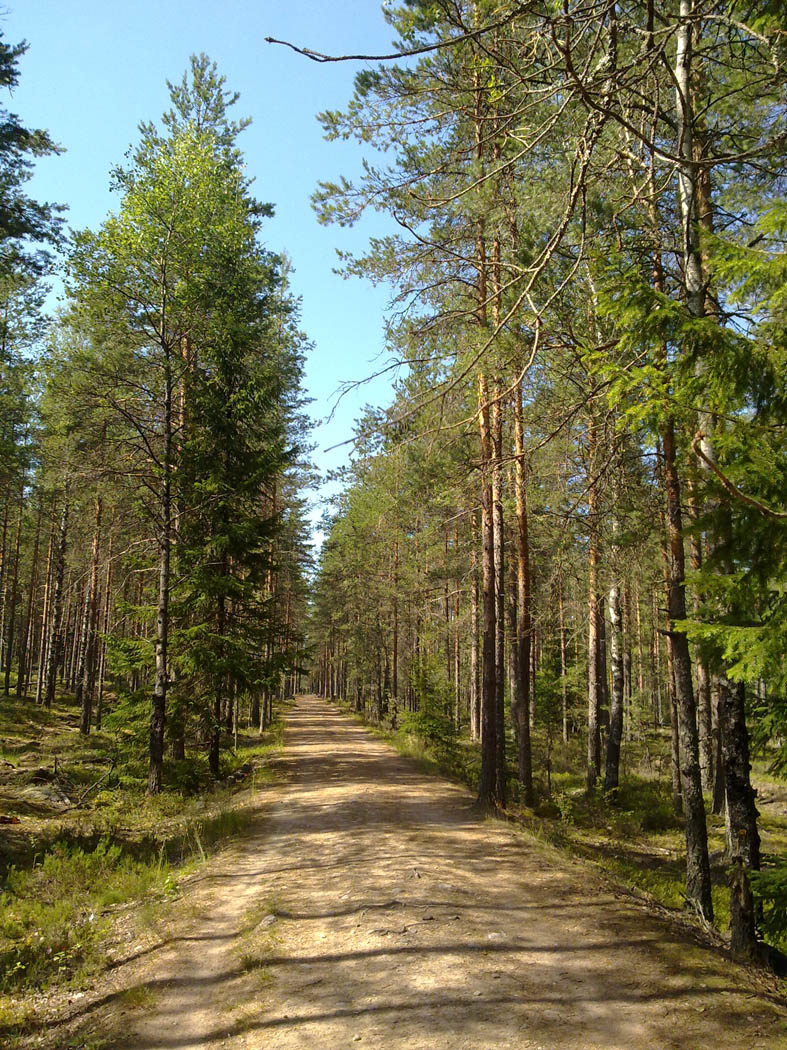
Колишній проспект Трубецького в Заходському, яким прямувала лінія парового трамвая

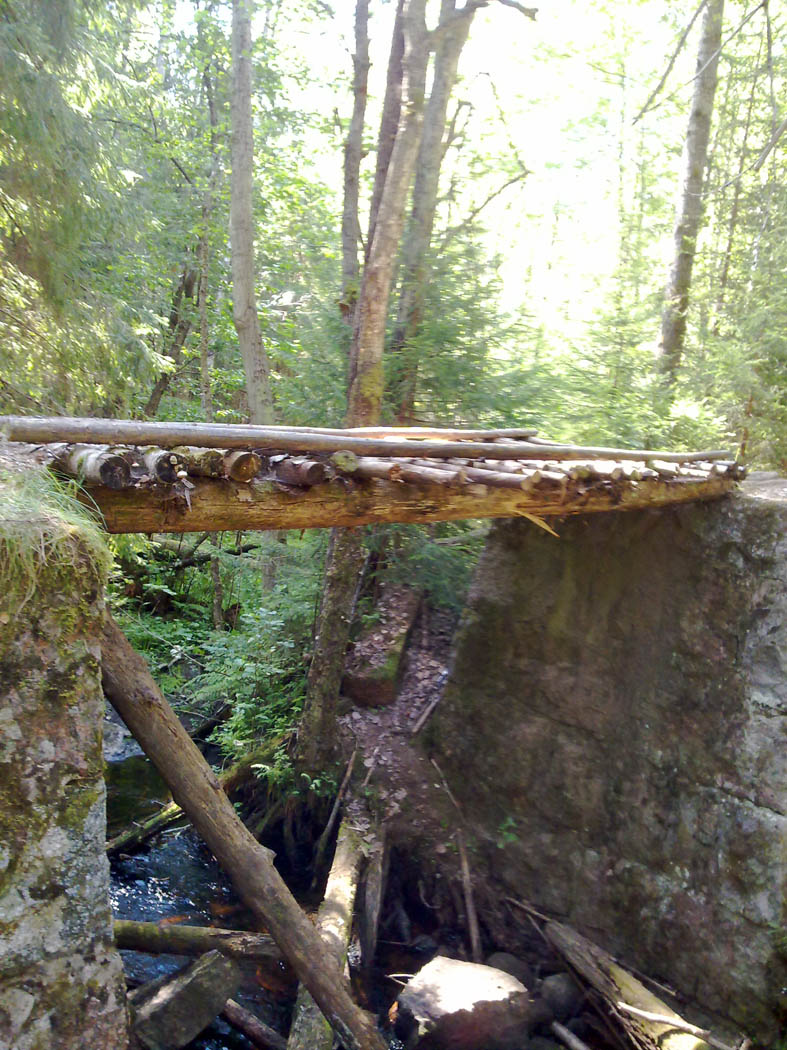
Пішохідний лісовий міст через річку Серебристу (Лоунатйокі), побудований на підвалинах старого кам'яного мосту на лінії парового трамвая по проспекту Трубецького

Конка і паровик Лоунатйокі — система рейкового пасажирського транспорту трамвайного типу, що функціонувала в дачному селищі Лоунатйокі (нині Заходське) на Карельському перешийку з початку ХХ століття до 1919 року.
Транспортна мережа в Лоунатйокі Виборзької губернії Великого Князівства Фінляндського складалася з двох не пов'язаних один з одним маршрутів рейкового транспорту. Перший з маршрутів був на кінній тязі, другий — на паровій.
Конка і паровий трамвай були введені в експлуатацію у Лоунатйокі на кошти гебрейської фінансової асоціації АТ «Леовілла», яка займалася будівництвом і експлуатацією дач в цій місцевості. Околиці залізничної платформи Лоунатйокі на лінії Петербург — Виборг — Гельсінгфорс були розплановані і розбиті на ділянки з добрими ґрунтовими дорогами, що ведуть від станції до села Хар'ю і до озер Сярк'ярві. Більшість доріг мали свої назви. Лінія конки проходила по Білосільському проспекту, а парова лінія — по Трубецькому проспекту. Конка і паровик подавалися на станцію Лоунатйокі до прибуття поїзда з Санкт-Петербурга.
Згідно зі спогадами місцевого дачника професора Валентина Кипарського, парова лінія Лоунатйокі — Сярк'ярві пропрацювала до 1917 року, а конка Лоунатйокі — Хар'ю — до 1919 року.

## Ресурси Інтернету
- Заходское на карте Ленинградской области
- История некоторых населённых пунктов Выборгского района Ленинградской области